# Gragba-Dagolilié
Gragba-Dagolilié  est une localité du sud de la Côte d'Ivoire, et appartenant au département de Lakota, Région du Sud-Bandama. La localité de Gragba-Dagolilié est un chef-lieu de commune.